# ویکتور لورینس
ویکتور لورینچ (به مجاری: Viktor Lőrincz؛ زادهٔ ۲۸ آوریل ۱۹۹۰) ورزشکار مرد مجارستانی در دستهٔ میان‌وزن رشتهٔ کشتی فرنگی است. لورینچ برندهٔ مدال نقره المپیک ۲۰۲۰ توکیو، نائب‌قهرمان مسابقات قهرمانی کشتی جهان در سال ۲۰۱۹ و قهرمان مسابقات قهرمانی کشتی اروپا در ۲۰۱۷ است. او همچنین برندهٔ مدال برنز بازی‌های اروپایی ۲۰۱۹ است.

## فعالیت حرفه‌ای

### المپیک ۲۰۱۶ ریو
در المپیک ۲۰۱۶ ریو لورینس با غلبه بر ماکسیم مانوکیان از ارمنستان، راویندر ختری از هند و رستم آساکالوف از ازبکستان به مرحله نیمه نهایی راه پیدا کند اما در این مرحله مقابل داویت چاکواتزه کشتی گیر روسی شکست خورد و به دیدار رده بندی رفت. او در این مرحله نیز مقابل دنیس کودلا از آلمان بازی را واگذار کرد و به مقام پنجم  رسید.

### مسابقات قهرمانی کشتی جهان ۲۰۱۹
لورینس در وزن ۸۷ کیلوگرم کشتی فرنگی مسابقات قهرمانی کشتی جهان ۲۰۱۹ نورسلطان حاضر بود که شیهاز اویلیکوف از ترکمنستان، اتابیک عزیزوف از قرقیزستان، نا یونجی از چین و رستم آساکالوف از ازبکستان را شکست داد و به فینال رسید. وی در دیدار نهایی به ژان بلنیوک از اوکراین باخت و به مدال نقره وزن ۸۷ کیلوگرم رسید.

### المپیک ۲۰۲۰ توکیو
محموداف در وزن ۸۷ کیلوگرم کشتی فرنگی المپیک ۲۰۲۰ توکیو حاضر بود که اتابیک عزیزوف از قرقیزستان، دنیس کودلا از آلمان و محمد متولی از مصر را شکست داد و به فینال رسید. وی در دیدار نهایی به ژان بلنیوک از اوکراین باخت و به مدال نقره وزن ۸۷ کیلوگرم رسید.